# Her Desher Vallis
Her Desher Vallis je údolí či bývalé řečiště na povrchu Marsu, nachází se v kvadrátu Coprates. Má přibližnou délku 107 km.

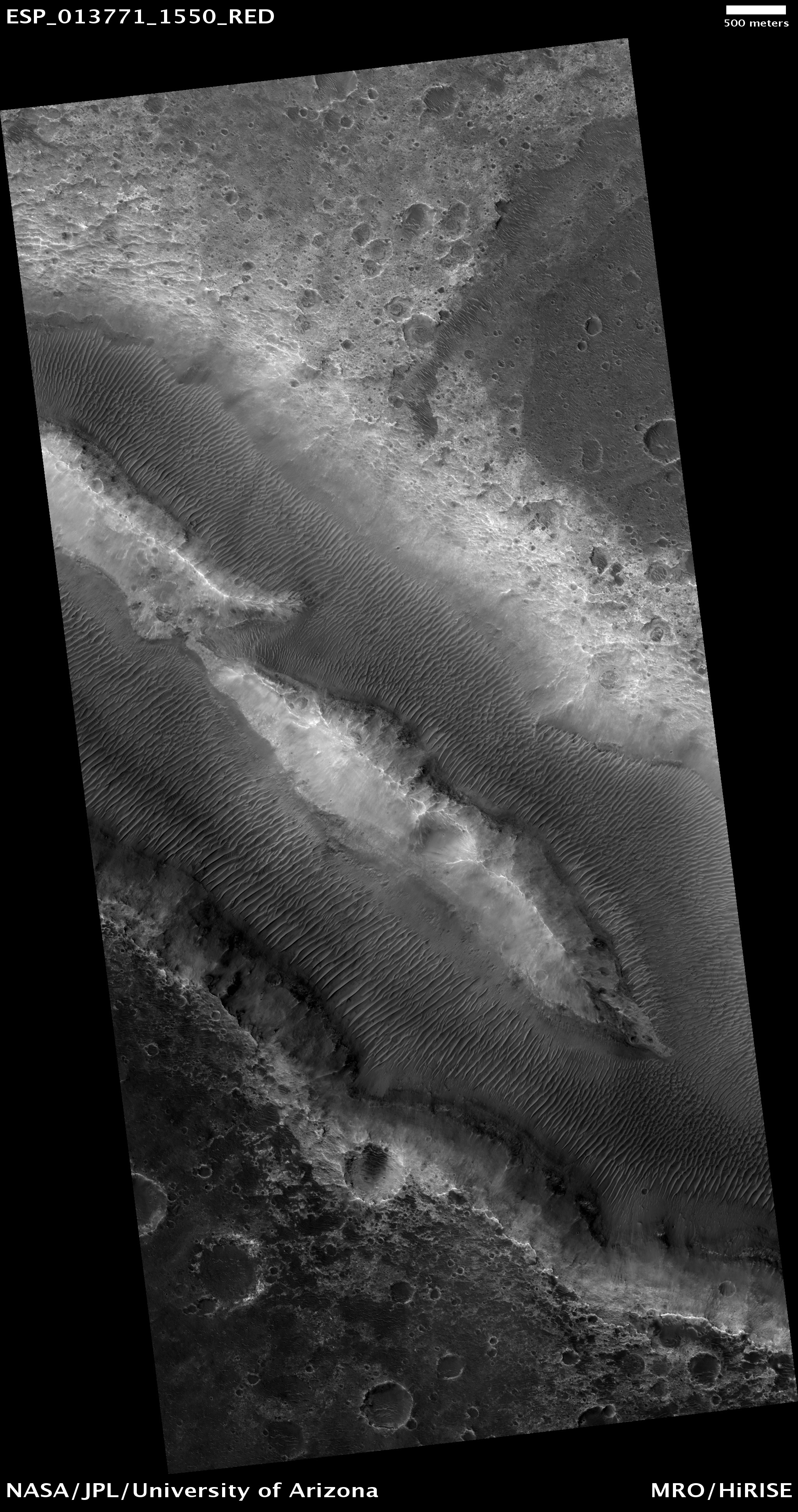
Systém údolí Her Desher Vallis na Marsu.
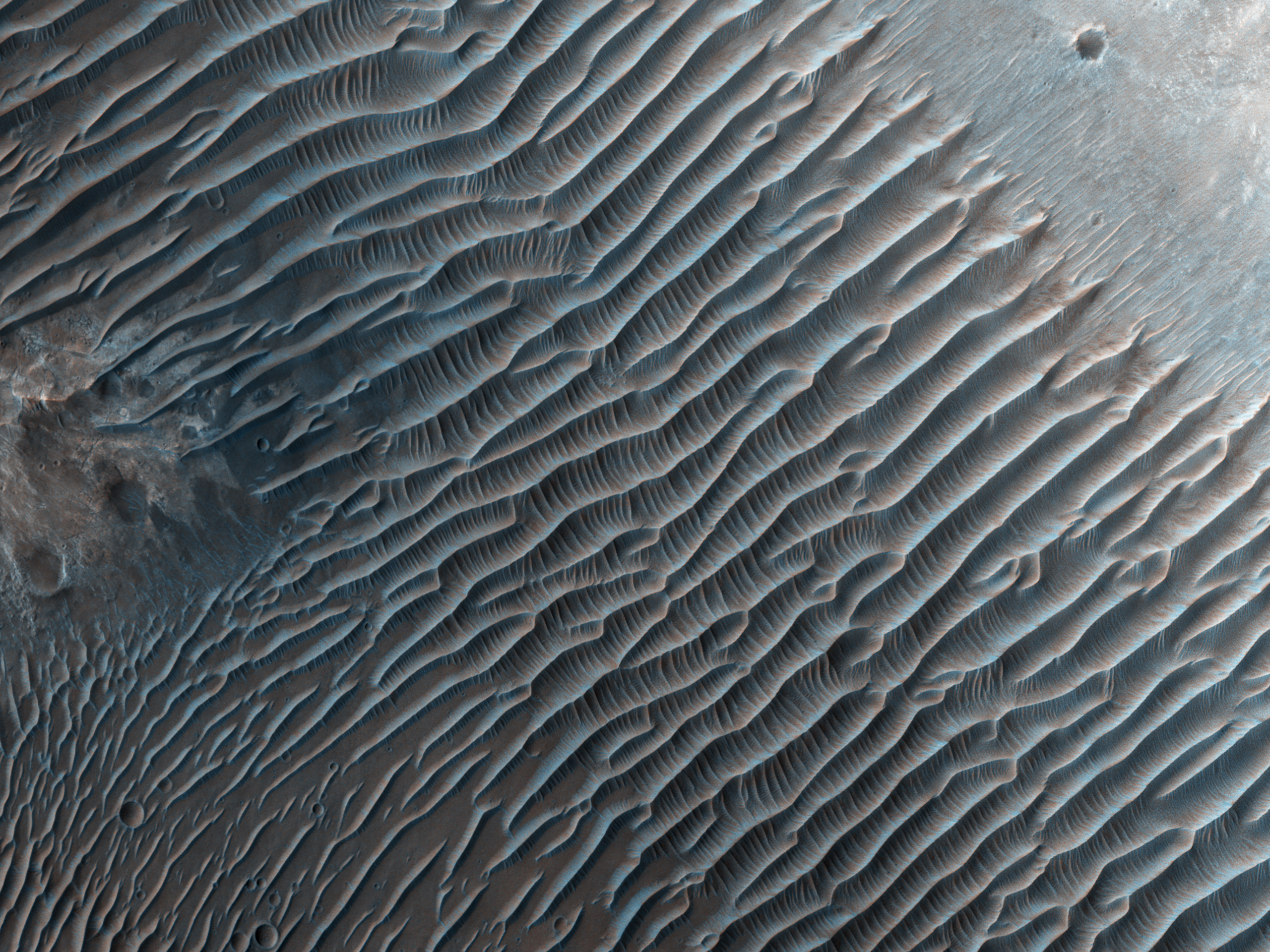
Zachycené duny na Marsu v údolí Her Desher Vallis.
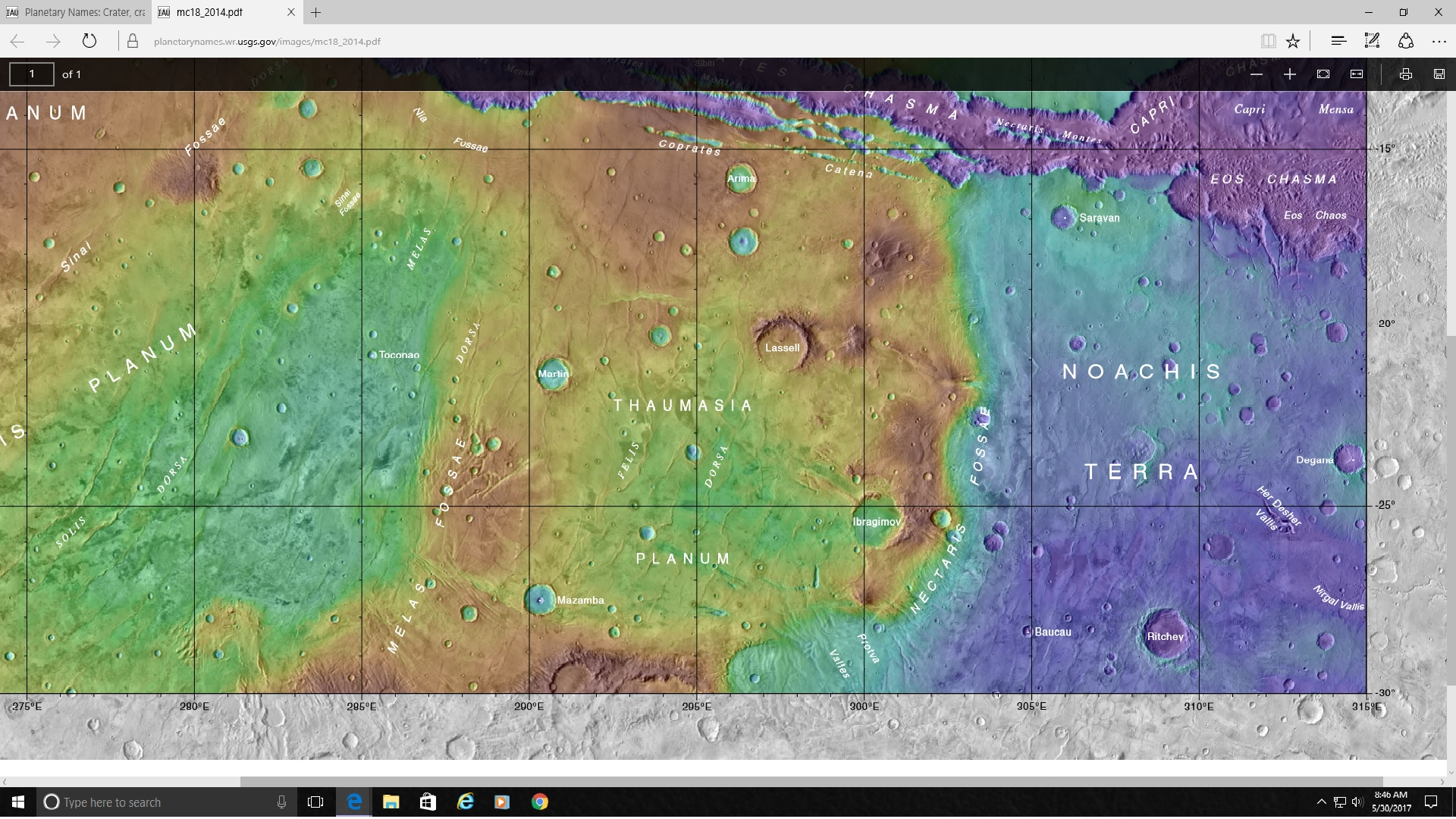
Oblast Thaumasia planum na Marsu.